# کمپلکس علامت‌دهنده القا مرگ

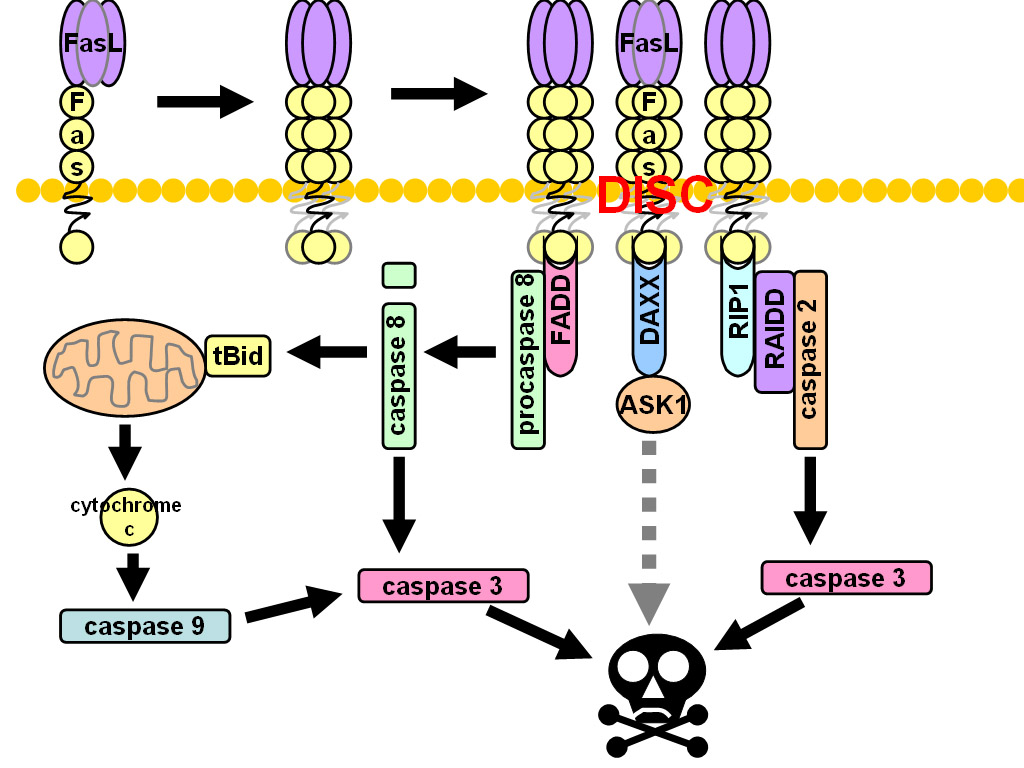
مسیر علامت‌دهیِ TNF-R1. فلش خاکستری دارای نقطه‌چین به‌معنای وجود یک فرایند چندمرحله‌ای است.

کمپلکس علامت‌دهنده القا مرگ (انگلیسی: Death-inducing signaling complex) که به‌اختصار «DISC» نامیده می‌شود، یک کمپلکسِ ترکیبی، مشتمل بر چندین پروتئین است که از به‌هم پیوستن اعضای خانوادهٔ «گیرندهٔ مرگ» از «گیرنده‌های القاکنندهٔ آپوپتوز سلولی» ایجاد می‌شود. یک مثال خوب، گیرنده فاس است که به‌محض اتصال به لیگاند فاس، یک ساختار سه‌تایی تشکیل داده و یک DISC می‌سازد. مولکول DISC از یک گیرندهٔ مرگ، FADD و کاسپاز ۸ تشکیل یافته‌است. این کمپلکس آغازگر یک آبشار علامت‌دهی است که در نهایت منجر به آپوپتوز می‌شود.
در سال‌های اخیر مولکول DISC یکی از اهداف درمانی شرکت‌های دارویی بوده‌است تا برپایه آن، داروهایی جهت درمان سرطان‌های خون، گلیوما و سرطان روده بزرگ بسازند.